# Welcome to Paradise
Welcome to Paradise — пісня американського поп-панк гурту Green Day. Є другим синглом з альбому Dookie. Представлена 4 жовтня 1994 року. Оригінальна версія пісні була представлена на попередній платівці гурту Kerplunk у 1992 році, проте була перезаписана для альбому Dookie. Згодом сингл Welcome to Paradise увійшов до збірки найкращих пісень International Superhits! у 2001 році.

## Список треків
1. «Welcome to Paradise» — 3:45
2. «Chump» (live) — 2:44
3. «Emenius Sleepus» — 1:44

- Трек під номером 2 був записаний 11 березня 1994 року у Jannus Landing, Сент-Пітерсбург, штат Флорида.

## Значення пісні
Пісня написана учасниками гурту Green Day. У її основу покладений період життя Біллі Джо Армстронга Майка Дернта та Тре Кула, коли вони переїжджають від батьків та заселяються у закинутий будинок у Окленд. Незважаючи, що умови життя у цьому будинку були не найкращі, для них це, все ж був дім, і саме про це співається у пісні.

## Відео
Для пісні було знято музичний кліп. У відео показано концертний виступ гурту. Це єдиний кліп разом з відео на пісню «Macy's Day Parade» яке не увійшло до першого DVD гурту International Supervideos!.

## Інше
Пісня Welcome to Paradise присутня у фільму Тримай хвилю!, проте вона не присутня на офіційному саундтреку стручки. Також пісня звучить у трейлері фільму Тільки для закоханих.

## Чарти
| Чарт (1994)                         | Найвища позиція |
| ----------------------------------- | --------------- |
| Австралія (ARIA)                    | 44              |
| Нова Зеландія (RIANZ)               | 21              |
| Велика Британія (UK Singles Chart)  | 20              |
| США (Hot 100 Airplay) (Billboard)   | 56              |
| США (Alternative Songs) (Billboard) | 7               |

## Сертифікації
| Регіон                                                      | Сертифікація | Продажі |
| ----------------------------------------------------------- | ------------ | ------- |
| Канада (Music Canada)                                       | Платиновий   | 80 000  |
| Велика Британія (BPI)                                       | Срібний      | 200 000 |
| продажі+прослуховування, що базуються лише на сертифікаціях |              |         |